# Giuseppe Colombo (Raumfahrtingenieur)
Giuseppe „Bepi“ Colombo (* 2. Oktober 1920 in Padua, Italien; † 20. Februar 1984 ebenda) war ein italienischer Ingenieur und Mathematiker.
Colombo wuchs in seiner Geburtsstadt Padua auf, wo er die Grund- und Oberschule besuchte. 1944 promovierte er an der Universität Pisa in Mathematik und kehrte in seine Heimatstadt zurück. Dort war er als Assistent und als außerordentlicher Professor in theoretischer Mechanik tätig. 1955 erhielt er die volle Professur in angewandter Mechanik an der Fakultät für Ingenieurwesen. Er lehrte Schwingungs- und Himmelsmechanik; in seinen letzten Jahren lehrte er auch zu den Themen Raumfahrzeuge und Raketen. In seinem 64. Lebensjahr starb er an Krebs.
Er war auch maßgeblich an der Entwicklung des Konzeptes des Space Tethers beteiligt, einer Methode, die Seile an oder zwischen Raumflugkörpern in Umlaufbahnen um z. B. die Erde zur Energiegewinnung und/oder Lageänderung nutzt.

## Leistungen und Ehrungen
Neben vielen anderen Preisen erhielt er auch die Goldmedaille der NASA für herausragende wissenschaftliche Leistung. 1971 wurde er mit dem Antonio-Feltrinelli-Preis ausgezeichnet. 1978 wurde er in die Päpstliche Akademie der Wissenschaften und 1983 in die American Academy of Arts and Sciences aufgenommen.
Am Astronomischen Observatorium Sormano in Italien wurde ihm zu Ehren der dort entdeckte Asteroid (10387) Bepicolombo benannt.
In besonderer Würdigung seiner Leistungen benannte die Europäische Weltraumorganisation (ESA) 1999 das Projekt einer Merkursonde nach ihm, das sie gerade beschlossen hatte – BepiColombo. Der unter seinem Spitznamen Bepi bekannte Professor war während seiner Zeit an der Universität Padua maßgeblich an der Planung der ersten Merkur-Mission Mariner 10 beteiligt gewesen. Er schlug jene Flugbahn vor, auf der sie an der Venus als erste Sonde überhaupt einen Swing-by ausführte und dann wiederholt den Merkur passierte – dreimal im funktionstüchtigen Zustand. Giuseppe „Bepi“ Colombo lieferte anhand verschiedener Beobachtungen auch eine Vorhersage für die genaue Periode der eigentümlichen Rotation des Zielplaneten. Er war ferner einer der Initiatoren der Giotto-Mission zum Kometen Halley und hatte den Namen für diese Sonde vorgeschlagen.